# جين ليتل (مغنية)
جين ليتل (11 مايو 1938 - 7 نوفمبر 2020)، هي مغنية أسترالية، ولدت في مدينة سيدني في أستراليا.

## وصلات خارجية
- جين ليتل على موقع IMDb (الإنجليزية)
- جين ليتل على موقع ميوزك برينز (الإنجليزية)